# Григор'єв Володимир Петрович
Володимир Петрович Григор'єв (7 листопада 1883, Кронштадт — 4 травня 1922, Київ) — київський авіаконструктор. Головний інженер заводу "Мотор Січ" (1921).

## Біографія
Народився 7 листопада 1883 року в місті Кронштадт в сім'ї випускника Орловського кадетського корпусу та Михайлівського артилерійського училища, учасника багатьох закордонних кампаній, кавалера кількох орденів підполковника Петра Микитовича Григор'єва та доньки артилерійського полковника Марії Іполитівни Вержбицької. У 1894 році вступив до Київського реального училища.  У 1902 році вступив на механічне відділення Київського політехнічного інституту імператора Олександра ІІ. Під час навчання працював на Київському заводі Арсенал. Через відсутність коштів, його декілька разів відраховували з інституту, у зв'язку з чим КПІ Володимир Петрович закінчив тільки у 1915 році.  
Найвдалішим результатом його тодішньої технічної творчості став горизонтально-шпиндельний верстат спеціального типу для свердління отворів і подовжніх пазів в колесах артилерійських гармат та інших виробах. Проект цей був схвалений технічним відділом заводу «Арсенал», і незабаром верстат було виготовлено на Тульському збройовому заводі. 
З жовтня 1910 року Володимир Григор'єв цілком поринув в авіацію. Збереглися документальні свідоцтва того, що вже від дня заснування Київського товариства повітроплавання Володимир Петрович  став одним з активних його членів. Більш того, його прізвище значиться у списку засновників товариства, а з листопада 1909 по листопад 1910 року він був членом його науково-технічного комітету. Там він знайомиться з Федором Терещенко, після чого зав'язується їх плідне співробітництво в авіаційній сфері.

## Створення літаків
З 1909 по 1915 рр. Володимир Григор'єв працював у Терещенка. Займаючи послідовно посади кресляра, завідувача майстерень, техніка-конструктора, начальника технічного бюро, помічника директора з технічної частини. 
У 1911 році Володимир Григор'єв виїхав на навчання до Франції. Йому вдалося закінчити авіаційну школу «L'ekole piricuse d’aeronautique» у Парижі та пройти стажування в аеродинамічній лабораторії Ейфеля. Після закінчення навчання він, природно, повернувся на роботу в Червоне.
На початку 1916 року працював над завершенням робіт з будівництва спроектованого ним напередодні війни літака. Це був досить вивершений за формами двомісний біплан. Характерною його особливістю була можливість змінювати під час польоту кут атаки крила – схема, з якою і до Григор'єва експериментували й інші київські конструктори – знаменитий льотчик Петро Нестеров і студенти-політехніки брати Касяненки. Розроблена Григор'євим коробка крил за необхідності могла змінювати кут установки щодо фюзеляжу, повертаючись навколо шарнірних вузлів передніх лонжеронів. Таке крило значно скорочувало довжину розбігу і посадки літака і дозволяло збільшувати швидкість польоту. Кут стрілоподібності крил був для того часу достатньо великим – до 10°. Літак, оснащений двигуном «Моносупап» 100к.с., розвивав швидкість 155 км/год і міг нести корисне навантаження масою 360 кг. 
Будувати вирішили у авіаційних майстернях Київського політехнічного інституту, і до серпня 1916 року літак був готовий. За документами того часу він називався «Терещенко-VII», хоча в літературі частіше зустрічається назва «Літак Ф. Терещенка та В. Григор'єва». Основним розробником апарата був Володимир Григор'єв.
З липня 1917 до 1 лютого 1919 року він працював в авіаційному відділі механічних майстерень КПІ – спочатку помічником завідувача, а потім і завідувачем. У лютому 1919 року, після другого приходу до Києва Радянської влади, майстерні передали у ведення Управління Червоного Повітряного флоту, а Володимира Григор'єва було призначено помічником з авіації начальника Окружного управління Військово-повітряного флоту України. Потім він кілька місяців працював начальником спочатку технічно-господарського, а потім науково-технічного відділів Головного управління Військово-повітряного флоту України. У липні того ж року він знову повернувся до майстерень КПІ. Працював старшим інженером технічно-розрахункового відділу Головного управління Військово-повітряного флоту України, а незабаром  – начальником 16-го авіапотяга.

## Радянський авіаконструктор
У березні 1920 року, після третього встановлення Радянської влади на території Україні, він знову був відряджений в Київ для обстеження стану авіаційної справи. У цей період він опублікував роботу свого французького вчителя Ейфеля «Опір повітря в авіації», підготував довідник для авіаконструкторів, монтерів і авіатехніків, написав кілька науково-популярних статей з авіації. Крім того, Володимир Григор'єв організував при Київському політехнічному інституті курси під назвою «Школа авіатехніків».
З 1921 року перебував у Запоріжжі на заводі авіадвигунів «Дека» для обстеження стану справ та організації ремонту авіатехніки. Це було молоде, створене перед самою революцією відділення петроградського «Акціонерного товариства електромеханічних споруд», яке першу дослідну серію авіадвигунів типу «Мерседес», зібраних виключно з вітчизняних матеріалів і комплектуючих, випустило в листопаді 1916 року. Новий завод отримав назву «Державний авіаційний завод № 9». 2 січня 1921 року Григор'єва призначили його головним інженером і, одночасно, завідувачем його літакобудівного відділу. Працювати він уже не міг і 22 вересня 1921 року подав у відставку через туберкульоз легенів, і повернувся до Києва. 
Помер Володимир Петрович 4 травня 1922 року.